# 中論
中論（ちゅうろん）、正式名称『根本中頌』（こんぽんちゅうじゅ、梵: Mūlamadhyamaka-kārikā, ムーラマディヤマカ・カーリカー）は、初期大乗仏教の僧・龍樹（ナーガールジュナ）の著作である。インド中観派、中国三論宗、さらにチベット仏教の依用する重要な論書である。
本文は論書というよりは、その摘要を非常に簡潔にまとめた27章の偈頌からなる詩文形式であり、注釈なしでは容易に理解できない。注釈書・論書の例は#注釈書・論書を参照。

## 構成
冒頭で提示される全体の要旨である「八不」（不生不滅・不常不断・不一不異・不来不去）を含む立言としての「帰敬序」と、27の章から成る。各章の構成は以下の通り。
- 帰敬序
- 第1章「原因（縁）の考察」（全14詩）
「縁」（四縁）の非自立性を帰謬論証
- 第2章「運動（去来）の考察」（全25詩）
「去るはたらき」（去法）の非自立性を帰謬論証
- 第3章「認識能力の考察」（全9詩）
「認識能力」（六根）と「認識対象」（六境）、並びに「識」「触」「受」「愛」「取」の非自立性を帰謬論証
- 第4章「集合体（蘊）の考察」（全9詩）
「物質」、並びに「受」「心」「想」の非自立性を帰謬論証
- 第5章「要素（界）の考察」（全8詩）
「特質」（相）と「六要素」（六大）の非自立性を帰謬論証
- 第6章「貪り汚れの考察」（全10詩）
「貪りに汚れること」と「貪りに汚れる人」の非自立性を帰謬論証
- 第7章「作られたもの（有為）の考察」（全34詩）
「生」「住」「滅」の三相、並びに「有為」「無為」の非自立性を帰謬論証
- 第8章「行為の考察」（全13詩）
「行為」と「行為主体」の非自立性を帰謬論証
- 第9章「過去存在の考察」（全12詩）
「受」に先行する主体の非自立性を帰謬論証
- 第10章「火と薪の考察」（全16詩）
「火」と「薪」（の例えを通じて「アートマン」や「五取蘊」）の非自立性を帰謬論証
- 第11章「始原・終局の考察」（全7詩）
「生」と「老・死」、並びに「始」と「終」の非自立性を帰謬論証
- 第12章「苦しみの考察」（全10詩）
「苦」の非自立性を帰謬論証
- 第13章「形成されたもの（行・有為）の考察」（全8詩）
「変化」の非自立性を帰謬論証
- 第14章「集合の考察」（全8詩）
「集合」の非自立性を帰謬論証
- 第15章「自性の考察」（全11詩）
「自性」、並びに「有」と「無」の非自立性を帰謬論証
- 第16章「束縛・解脱の考察」（全10詩）
「束縛」「解脱」、並びに「輪廻」「涅槃」の非自立性を帰謬論証
- 第17章「業と果報の考察」（全33詩）
「業」と「果報」の非自立性を帰謬論証
- 第18章「アートマンの考察」（全11詩）
「アートマン」の非自立性を帰謬論証
- 第19章「時の考察」（全6詩）
「時」（「現在」「過去」「未来」）の非自立性を帰謬論証
- 第20章「原因と結果の考察」（全24詩）
「原因」（「因」「縁」）と「結果」の非自立性を帰謬論証
- 第21章「生成と壊滅の考察」（全21詩）
「生成」と「壊滅」の非自立性を帰謬論証
- 第22章「如来の考察」（全16詩）
「如来」（修行者の完成形）の非自立性を帰謬論証
- 第23章「顛倒した見解の考察」（全25詩）
「浄」と「不浄」、「顛倒」の非自立性を帰謬論証
- 第24章「四諦の考察」（全40詩）
「四諦」等の非自立性を帰謬論証
- 第25章「涅槃の考察」（全24詩）
「涅槃」の非自立性を帰謬論証
- 第26章「十二支縁起の考察」（全12詩）
古典的な十二因縁（十二支縁起）、及びそこへの自説の関わりの説明
- 第27章「誤った見解の考察」（全30詩）
「常住」にまつわる諸説を再度批判しつつ総括

## 内容
『中論』は、説一切有部を中心とした諸部派の論（アビダルマ）において、様々に考察され論じられてきた、形而上的実体としてのダルマ（法）を想定する説（五位七十五法、三世実有・法体恒有など）等を、常住・常見（あるいはそれと裏腹の断滅・断見）を執した逸脱・矛盾したもの、釈迦の説いた教えの本義から外れたものとして、論駁していくことを目的としている。
その体裁は、整然と秩序立てられた論駁というよりも、「モグラ叩き」のように、そうした説の論点を1つ1つ取り上げながら、「そうした前提に則ると、矛盾する」といった帰謬論証（背理法）を重ねながら、地道に斥けていくものである。より具体的に言えば、
「（相依性）縁起」と、事物の「有・無」は両立しない
（事物が「有」でも「無」でも、「（相依性）縁起」は成立しない）
という前提の下に、論敵の主張を「有」（あるいは「無」）を主張しているものとして分類し、それを「（相依性）縁起」と両立しない主張をしているものとして斥けていく論法を用いる。
そうした地道な帰謬論証の積み重ねは、徐々に「自立的なものなど何ひとつない」という、龍樹の徹底した「無自性（空）」「相依性」（相互依存性）の思想を炙り出していくことになる。
そうした過激な考えは、むしろ従来の釈迦の説と両立せず、それを踏み越え、蹂躙し、台無しにするものではないのかという批判に対しては、ナーガールジュナは2つの真理（二諦）の区別を持ち込み、自分が示しているのは釈迦が悟った本当の深遠な真理（真諦・第一義諦）であり、同時にもう一方の世俗の真理（世俗諦）を基礎付けてすらいるが、論敵（有自性論者）はそのことが分かっておらず、釈迦の教えや自説の存立すら困難にしていることにすら気付いていないと反論する（第24章）。
さらに、真の涅槃（ニルヴァーナ）とは、一切の分別・戯論が滅した境地に他ならないこと（第25章）、そして、それこそが古典的な十二因縁（十二支縁起）の「無明」を消し去り、「逆観」（苦滅）を成立せしめるものでもあること（第26章）などを示しつつ、最後に改めて総括的な内容を挟み、釈迦を讃えて『中論』は締め括られる（第27章）。

## 後世への影響

### インド・チベット
龍樹のこの著作から、中観派と呼ばれる、大乗仏教の一大学派が始まった。
この中観派に属するシャーンタラクシタ（寂護）、カマラシーラ（蓮華戒）、アティーシャなどのインド僧は、チベット仏教の歴史に多大な影響を与えており、特にアティーシャの影響下から、ツォンカパが出ることによって、中観帰謬論証派（プラーサンギカ派）思想と後期密教を結合した、顕密総合仏教としてのチベット仏教の性格が決定付けられることになる。

### 中国・日本
また一方では、この『中論』と、同じく龍樹の著作である『十二門論』、そして弟子である提婆の『百論』が中国に伝わり、「三論宗」が形成された。これは日本にも伝わり、南都六宗の一派になった。
更に、天台宗の始祖である慧文禅師も、この『中論』に大きな影響を受け、その内容を中諦・三諦といった概念で独自に継承した。

## 翻訳書

### 漢訳
- 鳩摩羅什訳 - 大正新脩大蔵経 中観部に収録[3]

### 日本語訳
- 三枝充悳『中論―縁起・空・中の思想（上）』第三文明社 レグルス文庫、1984年。ISBN 4476011586。
- 三枝充悳『中論―縁起・空・中の思想（中）』第三文明社 レグルス文庫、1984年。ISBN 4476011594。
- 三枝充悳『中論―縁起・空・中の思想（下）』第三文明社 レグルス文庫、1984年。ISBN 4476011608。
- 中村元『龍樹』講談社学術文庫、2002年。ISBN 4061595482。
- 西嶋和夫『中論―釈尊の教えは実在論である』金沢文庫、改訂版2006年 エラー: 日付が正しく記入されていません。（説明）。ISBN 4873391172。
- 桂紹隆、五島清隆『龍樹『根本中頌』を読む』春秋社、2016年。ISBN 4393135881。
- 丹治昭義 校註『中論―新国訳大蔵経 インド撰述部 中観部』大蔵出版（上・下）、2019年